# Dijagnostički i statistički priručnik za mentalne poremećaje
Dijagnostički i statistički priručnik za mentalne poremećaje (engl. DSM) je napisala i objavljuje Američka psihijatrijska asocijacija. U njemu se nalaze kategorizirani mentalni poremećaji i kriterijumi za uspostavu dijagnoze. Priručnik je u širokoj upotrebi, od klinika i istraživačkih institucija, do osiguravajućih društva, farmaceuta itd.
DSM je prvi put izdat 1952. godine. Zadnja veća izmjena je DSM-IV iz 1994. godine, a revizija teksta je napravljena 2000. godine. Njegovo peto izdanje, DSM-5, je objavljeno maja 2013.

## Spoljašnje veze
- Zvanični DSM-5 razvojni vebsajt
- Center za psihijatrijske teme: DSM-5
- DSM-IV-TR zvanični sajt
- Dijagnostički kriterijumi iz DSM-IV-TR
- DSM-IV dijagnostički kriterijumi
- Delovi DSM-IV-TR